# Monitor (веб-ресурс)
Моніторинг ворожої авіації або Монітор (переважно латинкою: Monitor) — український волонтерський проєкт, присвячений повітряній війні над Україною, складовій російського вторгнення в Україну. Почавши роботу в березні 2022 року як telegram-канал з інформування про повітряні тривоги, станом на березень 2025 року проєкт представлений у багатьох месенджерах і соціальних мережах. 
Поруч із "Мапою тривог" alerts.in.ua це один з найбільших подібних неофіційних каналів, неодноразово привертав увагу вітчизняних і закордонних ЗМІ: і як сервіс, що рятує життя, і в критичних публікаціях.

## Історія, загальна інформація
Ядром спільноти проєкту є одна особа, що є засновником каналу, та непостійна група добровільних помічників, що долучаються до збору та аналізу даних, поширення інформації. Всі вони зберігають анонімність. В наданих інтерв'ю засновник згадує, що мотивацією початку діяльності була невизначеність у перші тижні війни, брак змістовної, необхідної для прийняття рішень інформації щодо повітряних тривог, а впродовж роботи отримував відгуки, що, зрештою, його повідомлення справді рятували життя.
Джерелами даних для моніторингового ресурсу є перехоплення радіопередач, відстеження публікацій в інтернеті та повідомлення очевидців.
Інформування про активність ворожої авіації та пов'язані з нею загрози є ключовим контентом каналу, проте також його спільнота пише аналітичні коментарі, шукає та поширює новини про удари українських Збройних сил по ворожих об'єктах, аварії та збиття російських літальних апаратів, вшанування пам'яті українських пілотів і цивільних жертв російської агресії. Спільнота підтримує фандрейзинг на потреби ЗСУ від Повернись Живим та Фонду Притули.
Серед усіх каналів комунікації найбільшу аудиторію станом на 13 квітня 2025 має канал у telegram, 710285 підписників, 35-те місце в загальному списку каналів з України (і за розмірами аудиторії, і за щоденними переглядами). Ряд національних ЗМІ публікують повідомлення Монітору про рух повітряних цілей у щоденних новинах (особливо активно до появи офіційної інформації про це, в 2022-2023 рр.)

## Вплив проєкту
Робота волонтерів Монітору заслуговує на постійну довіру й увагу журналістів і воєнних аналітиків. На основі аналізу наданих ними даних видання Texty.org.ua створюють карти маршрутів руху дронів та ракет. Також інформація з Монітору з листопада 2024 року постійно використовуються в режимі спостереження "Мапи тривог".
Крім щоденних повідомлень і згаданих карт з маршрутами ракет і дронів, ЗМІ неодноразово поширювали аналітичні коментарі та матеріали створені спільнотою Монітору. Наприклад такі, що стосувалися прольотів російської зброї над територією країн НАТО, застосування росіянами повітряних куль, ряд видань поширювали спростування Монітору щодо другого пуску по Україні ракети Орєшнік. З новинних видань повідомлення Монітора потрапляли також в офіційні зведення ЗСУ.
На відміну від офіційних повідомлень про повітряну тривогу, Монітор від початку діяльності вказував тип застосованого проти України озброєння, вірогідний напрямок і час його польоту. Детектор Медіа припускає, що саме через існування джерел інформації на кшталт Монітору Командування ПС України з червня 2023 року змінило формат офіційних сповіщень про повітряні тривоги, зробивши свої повідомлення змістовнішими.